# カミオン
「カミオン」は日本国内のアートトラックを扱った自動車雑誌。芸文社から発行されており、発売日は毎月1日。

## 概要
「デコレーション・トラック（デコトラ）」と呼ばれる、磨き上げられた金属製エアロパーツや鮮やかな色彩を使った絵柄、カラフルなランプなどで装飾されたトラックを紹介する専門誌。誌面では「デコトラ」ではなく「アートトラック」と表現する。これらの車両を紹介するだけでなく、トラック業界の最新情報や運転手が所属する愛好会の情報のほか、アートトラックを所有する会社の紹介や、運送会社の仕事ぶりを密着取材で紹介するコーナーもある。
創刊当時のキャッチフレーズは「Magazine for TRUCKERS（トラッカー・マガジン）」。現在は「THE TRUCKERS MAGAZINE（トラッカー★マガジン）」。

## 歴史
1984年（昭和59年）4月に月刊誌として芸文社から創刊。創刊号は1984年6月号で、5月1日発行となっている。本誌の表記によれば、1991年5月号で創刊100号、1995年6月号で通巻150号、1999年8月号で200号、2003年10月号で250号、2007年12月号で300号を迎えた。2012年2月号では通巻350号、2014年6月号では創刊30周年となり、現在も発行が続いている。

## 誌名の由来
雑誌名「カミオン」の由来については、創刊号に下のような記述がある。

『プロドライバーの皆さん！皆さんが参加してつくる雑誌が5月1日全国一斉に発売いたしました。雑誌の名前は「カミオン」といい、スペイン語、イタリア語で貨物自動車のことをいうのです。すなわち日本ではトラック。アメリカでトラックというと巨大なリグを持ったトレーラーをさします。この雑誌は、トラックの運転者として強烈なプロ意識を持っているプロ・ドライバー諸氏のための雑誌であり、皆さんの声や投稿の情報などで制作するものなのです』
----カミオン1984年6月号編集後記

## 連載企画
- カミオン トップ・アート（CAMION TOP ART）
- アートが絆のライバル・バトル（The Rival Battle）
- 道連れフォトストーリー（Sidekick Reporter Photostory）
- 日本縦断！ご当地名車列伝
- 絵描き道（えかきみち）
- 男の城（OTOKO NO SHIRO）
- 我らアートカンパニー（ART COMPANY）
- プラモ・ワールド（PLAMO WORLD）
- トラック野郎風雲禄　※現在終了している。
- ハイカラ教授の近代アート研究所〜本物志向のあなたに贈る！〜
- トラック・フォトギャラリー〜道行く名車を激写せよ！〜
- アート一発勝負！（Be Proud of Your Truck!）

## 本誌付録DVD
- 2006年2月号･特別付録（CAMION SPECIAL EDITION）

「お宝発掘！幻の『カミオンビデオ』が甦る」
- 2007年4月号･特別付録（CAMION SPECIAL EDITION）

「疾駆！丸美グループ」
- 2007年12月号･特別付録（CAMION SPECIAL EDITION）

「激突★一番星」
- 2008年2月号･通巻300号突破記念特別付録

「アート･トラック30年の軌跡 写真で観る!! ヒーロー伝説」
- 2009年3月号･特別付録（CAMION SPECIAL EDITION）

「アート･トラック クライマックス-Art Truck Climax!-」
- 2009年10月号･特別付録（CAMION SPECIAL EDITION）

「アート･トラック クライマックス-Art Truck Climax!- ver.Ⅱ」
- 2010年8月号･特別付録DVD（CAMION SPECIAL EDITION）

「深淵なるリアルレトロ-Real Retro-の証明」
- 2011年5月号･特別付録DVD（CAMION SPECIAL EDITION）

「満載御礼！列島縦断!! 優美高妙たるエサ屋紀行」
- 2011年11月号･特別付録DVD（CAMION SPECIAL EDITION）

「デコチャリ卒業生･青春白書」
- 2012年5月号･特別付録DVD（CAMION SPECIAL EDITION）

「カミオンTheムービー」〜瀬戸内ふれあい走行会／須賀良デコトラ歌謡選／東京モーターショーTV
- 2012年11月号･特別付録DVD（CAMION SPECIAL EDITION）

「カミオンTheムービーⅡ」〜真夏の道南イベントルポ／みちのくデコトラダービー／ピカピカ爆走パレード
- 2013年5月号･特別付録DVD（CAMION SPECIAL EDITION）

「カミオンビデオPART1 街道の華 アート･トラック激走篇・復刻版」
- 2014年5月号･特別付録DVD（CAMION SPECIAL EDITION）

「カミオンTheムービーⅢ」〜生鮮輸送艦隊がコンボイ／みちのく鮮魚便に密着！／阿波国を美麗車が爆走！／いすゞの名車たちが復活
- 2014年11月号･特別付録DVD（CAMION SPECIAL EDITION）

「カミオンTheムービーⅣ」〜我らが名監督を悼む･鈴木則文よ永遠に／名作の誕生秘話に迫る･鈴木監督追悼座談会／いぶし銀の仕事車軍団がいちごロードを大爆走!!／還暦オーバーのベテランが操る総ステンレスの追っかけ便
- 2015年5月号･特別付録DVD（CAMION SPECIAL EDITION）

「カミオンTheムービーⅤ」〜菅原文太追悼企画 トラック野郎大放談･デコトラ重鎮たちの邂逅／映画ロケ地姫路を青果輸送船団･七五三急送が激走！／大阪ダイトープレゼンツ･人の心を打つライトムーブメントの魔術師

## 増刊＆ムック
- 1985年4月発行（カミオン4月号臨時増刊）定価980円

カミオンSPECIAL「輝け アート・トラック」
- 1985年11月発行（カミオン11月号臨時増刊）定価1000円

カミオンSPECIAL「アート・トラック・グランプリ〜1985年版総集アルバム〜」
- 1986年4月発行（カミオン4月号臨時増刊）定価1000円

カミオンSPECIAL「輝け アート・トラックPART2」
- 1986年8月発行（カミオン8月号臨時増刊）定価550円

カミオン・グラフィティ「哥麿会〜街道美学 アート・トラック軍団〜」
- 1986年9月発行（GEIBUN MOOKS No.103）定価550円

「爆走!! アート・トラック」※A6判
- 1986年10月発行（カミオン10月号臨時増刊）定価550円

カミオン・グラフィティ「浪花会〜関西最強アート・トラック軍団〜」
- 1986年11月発行（カミオン11月号臨時増刊）定価1000円

カミオンSPECIAL「アート・トラック・グランプリ〜1986年度総集アルバム〜」
- 1986年12月発行（カミオン12月号臨時増刊）定価550円

カミオン・グラフィティ「独立船団〜個性派アート・トラック船団のすべて〜」
- 1987年1月発行（GEIBUN MOOKS No.108）定価550円

「傑作アート・トラック 愛蔵アルバム」※A6判
- 1987年3月発行（カミオン3月号臨時増刊）定価550円

カミオン・グラフィティ「激突！226台 東西４強軍団」
- 1987年4月発行（カミオン4月号臨時増刊）定価550円

カミオン・グラフィティ「中央なんかにゃ負けないゾ！ ハイセンス 故郷船団」
- 1987年5月発行（カミオン5月号臨時増刊）定価1000円

カミオンSPECIAL「輝け アート・トラック PART3」
- 1987年8月発行（GEIBUN MOOKS No.110）定価550円

「傑作アート・トラック スーパーヒーロー軍団」※A6判
- 1988年2月発行（カミオン2月号臨時増刊）定価900円

カミオンSPECIAL「アート・トラック・グランプリ」
- 1988年8月発行（カミオン8月号臨時増刊）定価980円

カミオンSPECIAL「'80年代アート・トラック名車アルバム」
- 1989年2月発行（カミオン2月号臨時増刊）定価900円

カミオンSPECIAL「全国ブロック別 アート・トラック・グランプリ」
- 1989年8月発行（カミオン8月号臨時増刊）定価900円

カミオンがいだんす総集編「アート・トラック究極の美」
- 1990年2月発行（カミオン2月号臨時増刊）定価680円

「カミオン・1989〜1990 アート・トラック・グランプリ」
- 1991年5月発行（カミオン5月号臨時増刊）定価680円

「カミオン・1990〜1991 アート・トラック・グランプリ」
- 1993年12月発行（GEIBUN MOOKS No.133）定価1500円

カミオンSPECIAL「TRUCKグラフィックス」
- 1995年12月発行（GEIBUN MOOKS No.152）定価1800円

カミオンSPECIAL「TRUCK GRAPHICS」
- 1997年11月発行（GEIBUN MOOKS No.191）定価1800円

カミオンSPECIAL「TRUCK GRAPHICS」
- 2000年12月発行（GEIBUN MOOKS No.271）定価1800円

カミオン特別編集「TG トラック・グラフィックス」
- 2003年5月発行（カミオン5月号増刊）定価890円

カミオン20周年記念「トラック野郎 天下御免の特別號」
- 2004年10月発行（GEIBUN MOOKS No.430）定価1800円

「カミオン・アートパーツカタログ2004-2005」
- 2005年4月発行（GEIBUN MOOKS No.493）定価1260円

「カミオン・デコトラスペシャル」
- 2005年12月発行（GEIBUN MOOKS No.506）定価1800円

「カミオン・トラッカースタイルブック」
- 2006年12月発行（GEIBUN MOOKS No.522）定価1000円

「カミオン・トレジャーBOOKフォトギャラリー」
- 2007年12月発行（GEIBUN MOOKS No.554）定価1800円

「カミオン・ダンプスペシャル」
- 2008年5月発行（GEIBUN MOOKS No.591）定価1200円

「カミオン・トレジャーBOOKフォトギャラリー2008」
- 2008年11月発行（GEIBUN MOOKS No.611）定価1800円

「カミオン・アート★エクスプレス」
- 2009年4月発行（GEIBUN MOOK No.632）定価2000円

カミオン特別編集「走る街道美学〜須藤昌人作品集〜」
- 2009年11月発行（GEIBUN MOOKS No.684）定価1800円

カミオン特別編集「椎名急送大全」
- 2010年5月発行（GEIBUN MOOKS No.718）定価1300円

カミオン特別編集「トラックメーカーアーカイブvol.1　日野自動車のすべて」
- 2011年1月発行（GEIBUN MOOKS No.767）定価1800円

カミオン特別編集「ダンプスペシャルⅡ」
- 2011年5月発行（GEIBUN MOOKS No.780）定価1300円

カミオン特別編集「トラックメーカーアーカイブvol.2　三菱ふそうのすべて」
- 2011年10月発行（GEIBUN MOOKS No.807）定価1800円

カミオン特別編集「トラッカースタイルブックⅡ」
- 2012年3月発行（GEIBUN MOOKS No.841）定価1300円

カミオン特別編集「トラックメーカーアーカイブvol.3　いすゞ自動車のすべて」
- 2013年3月発行（GEIBUN MOOKS No.871）定価1800円 ※1月22日発売

カミオン特別編集「カネショウ大全」
- 2013年5月発行（GEIBUN MOOKS No.892）定価1300円　※3月15日発売

カミオン特別編集「トラックメーカーアーカイブvol.4　UDトラックスのすべて」
- 2013年10月発行（GEIBUN MOOKS No.927）定価1800円　※9月9日発売

「建機グラフィックス」
- 2014年3月発行（GEIBUN MOOKS No.932）定価1800円　※1月22日発売

「トラックグラフィックス2014」
- 2014年4月発行（GEIBUN MOOKS No.947）定価933円　※2月24日発売

カミオン特別編集「トラック野郎天下御免の特別號･復刻版」
- 2014年12月発行（GEIBUN MOOKS No.963）定価1852円＋税　※10月30日発売

「建機グラフィックス Vol.2」
- 2015年5月発行（GEIBUN MOOKS No.989）定価1759円＋税 　※3月18日発売

カミオン特別編集「哥麿会栄光の40年」

## 『カミオンビデオ』PARTⅠ
- 1987年発売／VHS＆ベータ／カラー30分／定価9800円

「アート･トラック激走篇」
企画･販売：ATインターナショナル、芸文社、製作：葵プロモーション、制作協力：哥麿会、浪花会、羽衣会、由加丸（アイウエオ順）、唄（挿入歌）：綾世一美、キャッチフレーズ：「“街道の華”有名車の感動的連続シーン!!　怒濤の進撃、流れるサウンド･映像が好評発売中」

## トラッカービデオマガジン『カミオン』
- 1995年発売／VHS／FXV-1006／カラー25分／定価1980円

「プレ創刊号Vol.1」
製作：カミオン･SANGEJI ENTERTAINMENT、発売元：芸文社、カバーモデル：笹峰愛、内容：一番星をクローズアップ取材／ザ･プロフェッショナル（バイザー編）／特集･東京モーターショー／ガンバレ姫トラッカーetc…
- 1996年発売／VHS／FXV-1009／カラー40分／定価2980円

「Vol.2」　
制作：カミオン、発売元：芸文社、カバーモデル：工藤静香、内容：カミオン大賞･美奈丸をクローズアップ取材／ザ･プロフェッショナル（マフラー編）／特集･ミッドアメリカトラックショー／ガンバレ！姫トラッカー／道連れビデオストーリー

## カミオンスペシャルDVD
- 2006年12月発売／DVD／カラー105分／定価980円

「爆走！アート★カミオン」
制作･著作：芸文社、内容：古今東西の有名車たちによるアート･バトル／TOP ART映像版 名車ギャラリー／アートのオリジネーターたちが「自分流スタイル」を語る／働くアート車こそが輝いている！「男の汗を密着リポート」／エキサイティング ナイトイルミネーション
- 2008年発売／DVD／カラー118分／定価980円

「アート★カミオン2008」
制作･著作：芸文社、内容：「ミッドナイトクイーン」の魅力全開！／茨城五霞村デコトラ組合の高ぶるアート魂／関西トラック野郎たちのシーサイドクルーズ／元祖トラック野郎を慕う男たち『関東み組』／自由気ままなダンプ軍団『とのす倶楽部』／日本縦断（冗談）北海道交流会／超絶重機関「誠丸」見参！